# Božidar Ivanović

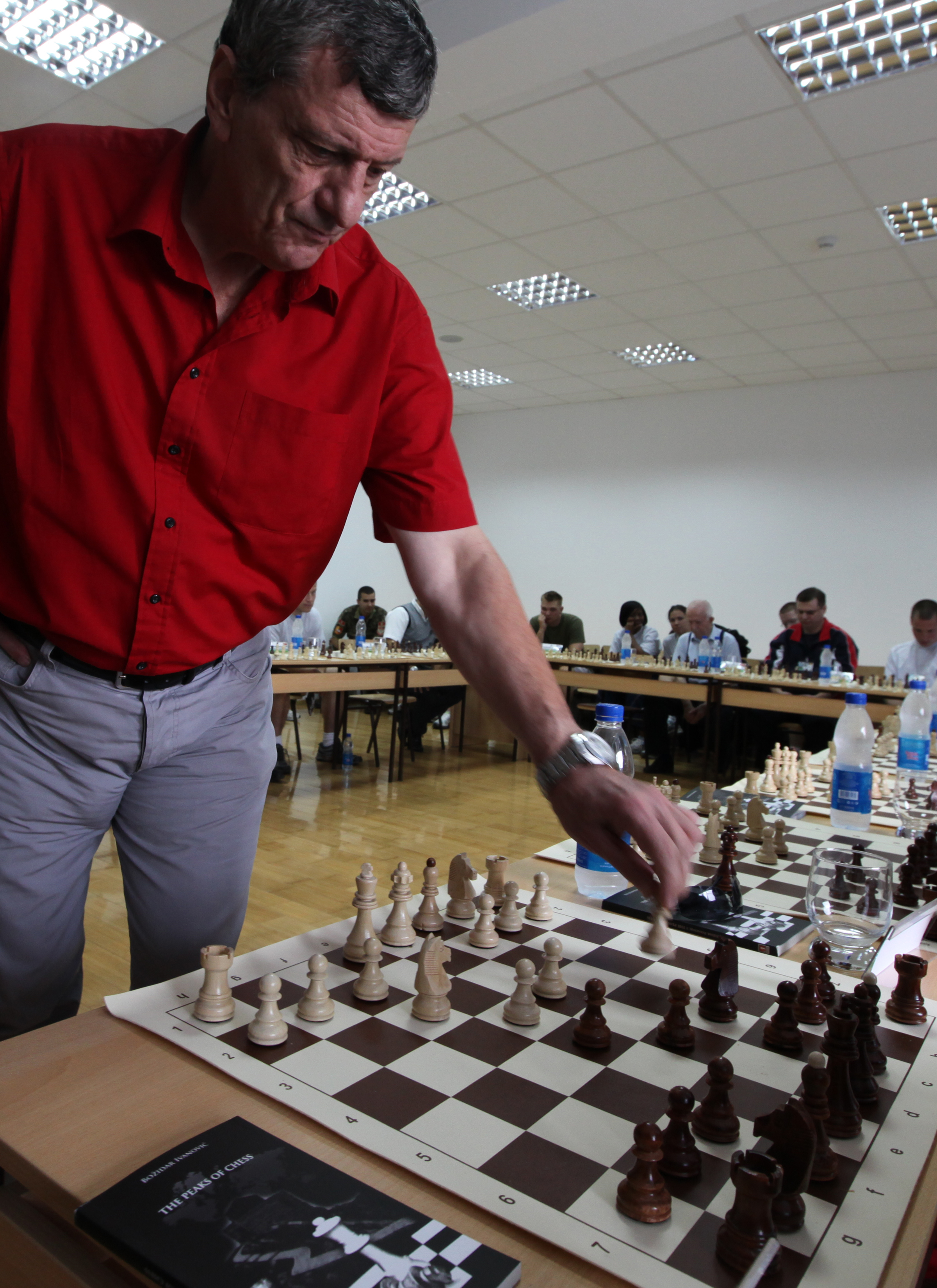
Božidar Ivanović, 2010

Božidar Ivanović (kyrillisch: Божидар Ивановић; * 24. August 1946 in Cetinje, Jugoslawien) ist ein montenegrinischer Schachgroßmeister, Politiker und Schachfunktionär. Er war in den 1990er Jahren montenegrinischer Minister für Sport. Dreimal konnte er die jugoslawische Schachmeisterschaft gewinnen: 1973, 1981, und 1983 (geteilt). Im Jahre 1996 gewann er die Meisterschaft der Bundesrepublik Jugoslawien. Seine Elo-Zahl beträgt 2406 (Stand: September 2016), seine höchste Elo-Zahl von 2550 hatte er im Juli 1981.

## Schachkarriere
Den Titel eines Internationaler Meisters erwarb Ivanović 1976. Im Jahr 1978 wurde er zum Schachgroßmeister ernannt.
Er hat Jugoslawien einmal bei der Studenten-Mannschaftsweltmeisterschaft, viermal auf Schacholympiaden, einmal bei der Mannschaftseuropameisterschaft und einmal bei der Mannschaftsweltmeisterschaft vertreten. Danach hat er für Montenegro im Jahre 2007 bei der europäischen Mannschaftsmeisterschaft gespielt. Dabei erzielte er folgende Resultate:
- Studenten-Mannschaftsweltmeisterschaft 1972 in Graz, Brett 3 für Jugoslawien, +10 =1 −1, Brett-Goldmedaille[5]
- Schacholympiade 1982 in Luzern, erstes Ersatzbrett für Jugoslawien, +0 =4 −2[6]
- Mannschaftseuropameisterschaft 1983 in Plowdiw, Brett 8 für Jugoslawien, +3 =4 −0, Mannschaftssilbermedaille[7]
- Schacholympiade 1984 in Thessaloniki, erstes Ersatzbrett für Jugoslawien, +2 =3 −2[6]
- Mannschaftsweltmeisterschaft 1989 in Luzern, erstes Ersatzbrett für Jugoslawien, +0 =2 −1, Mannschaftssilbermedaille.[8]
- Schacholympiade 1990 in Novi Sad, drittes Brett für die zweite Jugoslawische Mannschaft, +4 =4 −1[6]
- Schacholympiade 1996 in Jerewan, erstes Brett für Jugoslawien, +1 =8 −2[6]
- Mannschaftseuropameisterschaft 2007 in Iraklio, zweites Brett für Montenegro, +0 =2 −1[7]

Den längsten Teil seiner Laufbahn hat Ivanović hauptsächlich in Jugoslawien und der Balkanregion gespielt, unterbrochen von gelegentlichen Ausflügen nach Nordamerika und Westeuropa. Er debütierte 1968 im Finale der jugoslawischen Meisterschaft, hatte in dem Jahr aber noch zu kämpfen. Im folgenden Jahr errang er mit 9,5 aus 19 ein ausgeglichenes Ergebnis. Neben seinen vier Meistertiteln erzielte Ivanović starke Ergebnisse, als er 1977 in Zagreb mit 8,5 aus 13 den geteilten dritten bis fünften, und 1991 in Banja Vrućica mit 8,5 aus 13 den geteilten vierten bis siebenten Platz belegte.
Aus seinen Ergebnissen auf internationaler Ebene ragen folgende Platzierungen heraus:
- geteilter Zweiter bis Dritter im Turnier „A“ von Eksjö 1980 mit 7 aus 11
- geteilter Erster bis Dritter im Lido-Open von Venedig 1980 mit 6 aus 8
- Vierter im Zonenturnier von Budva mit 12 aus 19, wo er sich dennoch nicht qualifizierte
- geteilter Dritter bis Fünfter in Vinkovci 1982 mit 8 aus 13
- geteilter Vierter bis Sechster in Vršac 1983 mit 8 aus 13
- geteilter Erster bis Zweiter bei der offenen kanadischen Meisterschaft in Toronto 1983
- geteilter Dritter bis Achter beim New Yorker Open 1988 mit 6 aus 9
- Qualifikation im Zonenturnier von Nea Makri 1990 mit 9,5 aus 15
- im Mittelfeld des Interzonenturniers von Manila 1990 mit 6,5 aus 13
- geteilter Vierter bis Neunter in Kladovo 1992 mit 8 aus 13
- und Zweiter in Nikšić 1994 mit 7 aus 11.[3]

## Spielstil
|   | a | b | c | d | e | f | g | h |   |
| 8 |   |   |   |   |   |   |   |   | 8 |
| 7 |   |   |   |   |   |   |   |   | 7 |
| 6 |   |   |   |   |   |   |   |   | 6 |
| 5 |   |   |   |   |   |   |   |   | 5 |
| 4 |   |   |   |   |   |   |   |   | 4 |
| 3 |   |   |   |   |   |   |   |   | 3 |
| 2 |   |   |   |   |   |   |   |   | 2 |
| 1 |   |   |   |   |   |   |   |   | 1 |
|   | a | b | c | d | e | f | g | h |   |

Aufmerksamkeit erregte Ivanovićs phantasievoller Angriff gegen Paul Keres in Sarajevo 1972. In der aus der geschlossenen Verteidigung der Spanischen Partie hervorgegangenen Position verzichtete Weiß nach 19. … d6–d5 auf die Abwicklung 20. exd5 Lxa3 21. dxc6 Lb4 22. Ld2, mit der er einen Bauern und aktives Figurenspiel als mindestens ausreichende Kompensation für die Qualität erlangt hätte.
Stattdessen opferte Ivanović mit 20. Ta3–g3 d5xc4 einen Springer, und nach 21. Sd4–f5 Le7–f6 mit 22. Tg3xg7+ zusätzlich einen Turm. Nach der erzwungenen Folge 22. … Lf6xg7 23. Dd1–g4 Dc7–e5 24. Lc1–h6 De5–f6 25. Lh6xg7 Df6–g6 musste Schwarz die Springergabel 26. Sf5–e7+ Kxg7 27. Se7xg6 zulassen und die Dame aufgeben. Nach 27. … h7xg6 28. e4–e5 Tf8–e8 29. Dg4xc4 war die Stellung materiell ausgeglichen, wenngleich Keres die Partie letztlich durch das präzisere Spiel gewinnen konnte. Die Partie wurde zur viertbesten des Schachinformator 13 gewählt.

## Aufgaben in späteren Jahren
Er war Vorsitzender des Schachverbandes von Montenegro und Staatsminister für Sport und Tourismus von Montenegro. Bei der Schachweltmeisterschaft 2007 fungierte er als Mitglied des Beschwerdekomitees.